# Brea de abedul

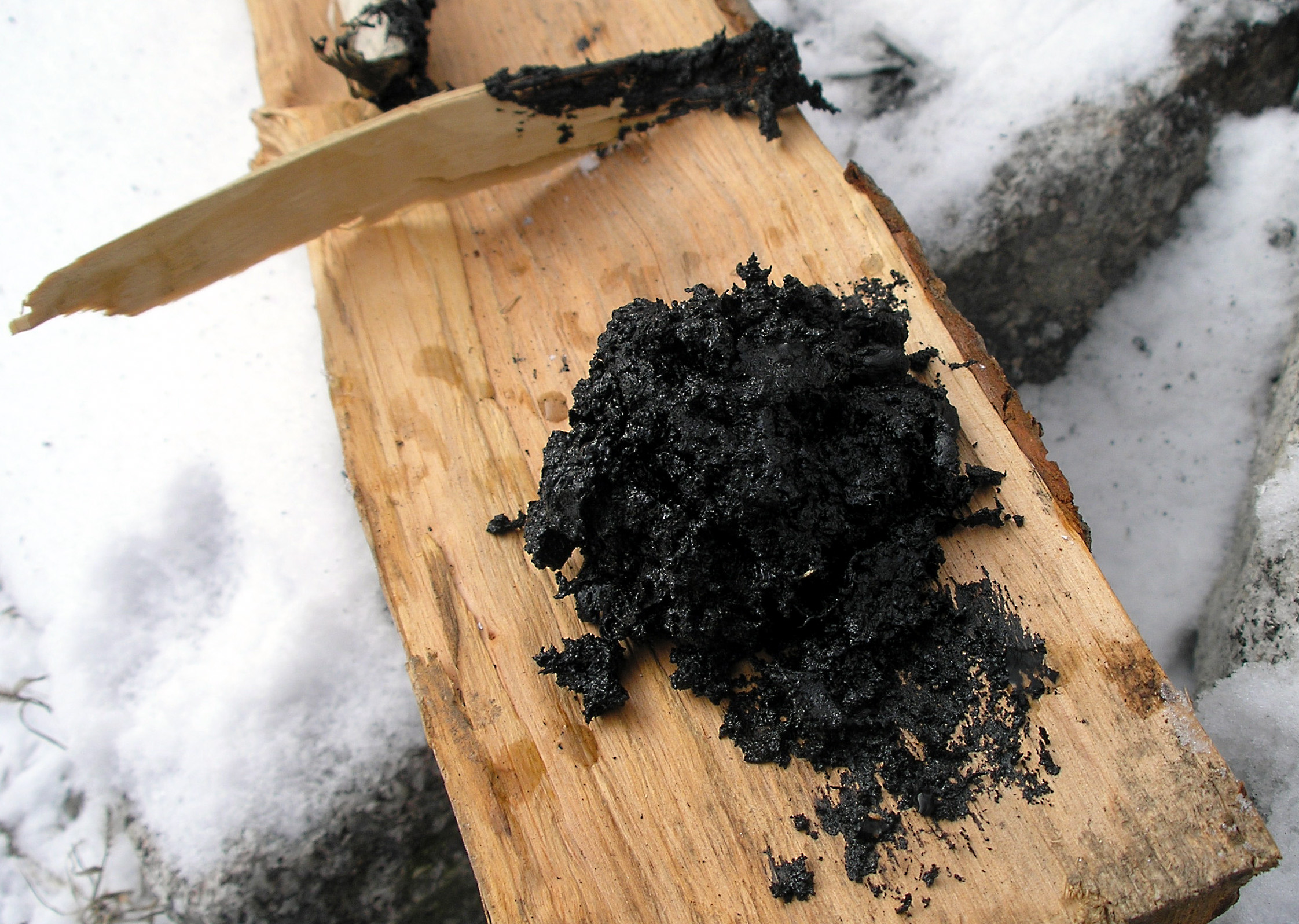
Brea de corteza de abedul hecha en una sola olla: La corteza de abedul se calienta en condiciones herméticas, el producto final consiste en pez y las cenizas de la corteza.

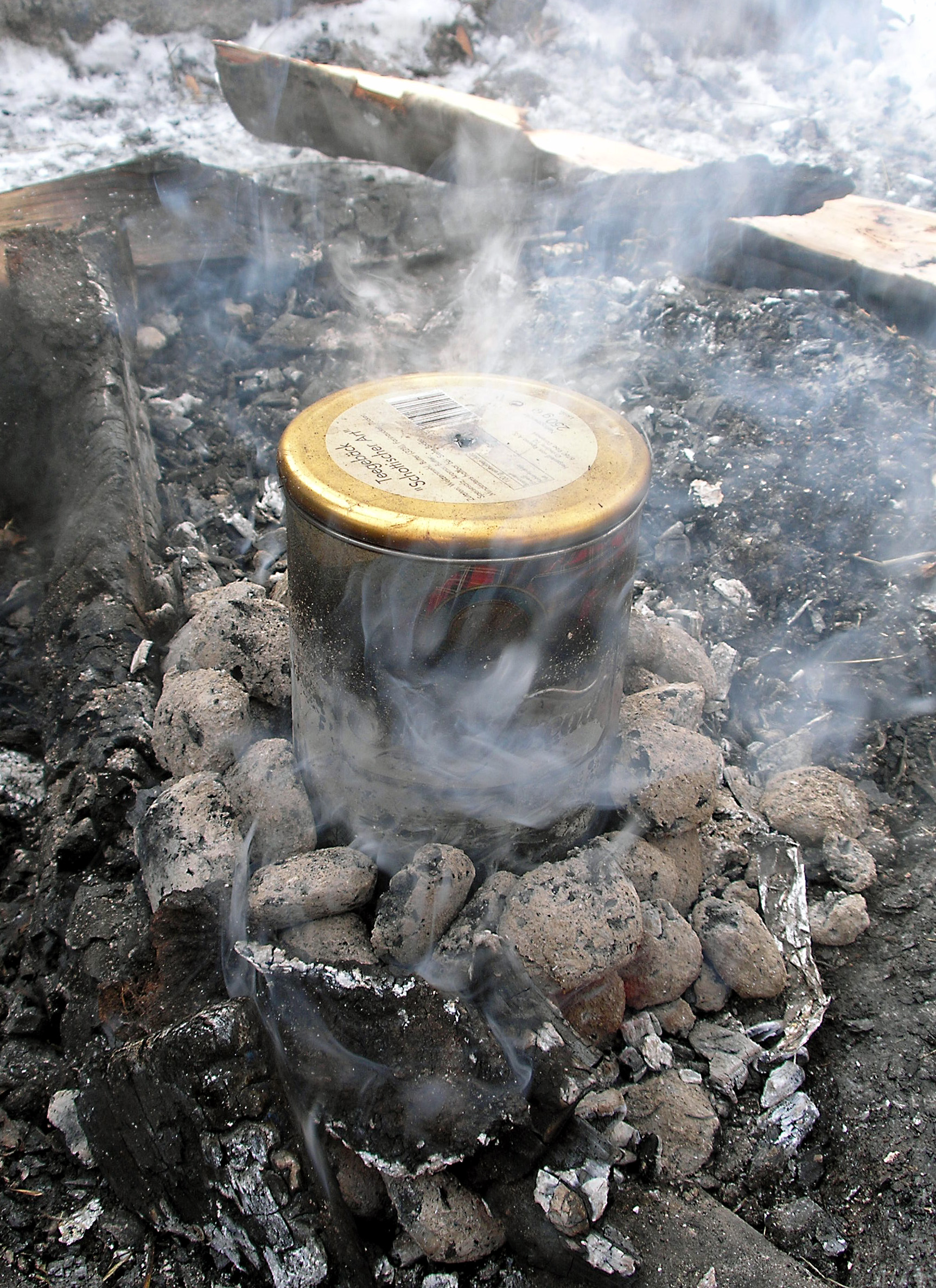
Forma moderna de producir pez de corteza de abedul en una sola olla: la corteza de abedul se calienta en condiciones herméticas; el producto final consiste en brea y las cenizas de la corteza.

La brea de abedul o pez de abedul es una sustancia (líquida cuando se calienta) derivada de la destilación seca de la corteza del abedul.

## Compuestos
Está compuesto por fenoles como guayacol, cresol, xilenol y creosol.

## Usos antiguos y modernos
La brea o pez de abedul se usó ampliamente como adhesivo desde el Paleolítico Medio hasta el Mesolítico temprano. Los neandertales producían brea a través de la destilación en seco de la corteza de abedul hace ya 200.000 años. Un estudio del 2019 mostró que la producción de pez de abedul puede ser un proceso muy simple, que simplemente involucra la quema de corteza de abedul cerca de superficies verticales lisas al aire libre. Un hallazgo raro del Mar del Norte holandés muestra que los neandertales usaban brea de corteza de abedul como respaldo en pequeñas herramientas de piedra 'domésticas'.
La brea de abedul también se ha utilizado como desinfectante, en aderezos para cuero y en medicina.
Se ha encontrado en Kierikki, Finlandia, un chicle de 5.000 años de antigüedad elaborado con pez de corteza de abedul y que aún presenta huellas de dientes. El material genético retenido en la encía ha permitido nuevas investigaciones sobre los movimientos de población, los tipos de alimentos consumidos y los tipos de bacterias que se encontraban en los dientes.
En el sur de Dinamarca se encontró una muestra de goma de mascar diferente, con una antigüedad de 5.700 años. Se secuenció un genoma humano completo y un microbioma oral a partir de la brea de abedul masticada. Los investigadores identificaron que el individuo que masticaba la brea era una hembra estrechamente relacionada genéticamente con los cazadores-recolectores de la Europa continental.
Los extremos de las plumas de las flechas se sujetaban con brea de abedul y amarres de brea de abedul y cuero crudo se usaban para fijar la hoja de las hachas en el período Mesolítico.
El cuero de Rusia es un cuero resistente al agua, engrasado con óleo de abedul después del curtido. Este cuero fue un importante producto de exportación de la Rusia de los siglos siglo XVII y siglo XVIII, ya que la disponibilidad de óleo de abedul limitaba su producción geográfica. La impregnación de óleo también disuadía el ataque de insectos y otorgaba un aroma distintivo y agradable que se consideraba una marca de calidad en el cuero.
La brea de abedul es también uno de los componentes del linimento de Vishnevsky.
El óleo de la brea de abedul es un eficaz repelente de gasterópodos. El efecto repelente dura unas dos semanas. El efecto repelente del óleo de la brea de abedul mezclado con vaselina aplicado a una cerca dura hasta varios meses.
El óleo de la brea de abedul tiene fuertes propiedades antisépticas debido a una gran cantidad de derivados fenólicos y derivados terpenoides.
El óleo de la brea de abedul se utilizó en el siglo XVIII junto con la civeta y el castóreo y muchas otras sustancias aromáticas para perfumar el fino cuero español Peau d'Espagne. A principios del siglo XX, la brea de abedul se convirtió en un material de fragancia especial en perfumería como nota base para impartir una nota ahumada y coriácea en las fragancias, especialmente del género del cuero y el tabaco, y en menor medida en los Chipres, especialmente en los perfumes  Cuir de Russie y las bases de fragancias, normalmente junto con castóreo e isobutilquinolina. Se usa como ingrediente en algunos jabones, por ejemplo, el aroma del jabón Imperial Leather, aunque otras breas (por ejemplo, de pino, carbón) con un olor igualmente fenólico y ahumado se usan más comúnmente en jabones como agente medicinal.